# Rete semantica

Esempio di rete semantica

Una rete semantica è una forma di rappresentazione della conoscenza. È un grafo (orientato o non orientato) formato da vertici, che rappresentano concetti, e archi, che rappresentano relazioni semantiche tra i concetti. Le reti semantiche sono un tipo comune di dizionario leggibile da una macchina (dizionario elettronico).

## Origini
Le "Reti Semantiche" sono state inizialmente sviluppate per i calcolatori da Richard H. Richens del Cambridge Language Research Unit nel 1956 come un'interlingua (o "lingua pivot") per la traduzione automatica dei linguaggi naturali. Sono stati sviluppati da Robert F. Simmons nella System Development Corporation a Santa Monica nei primi anni del 1960 e in seguito hanno avuto una posizione di rilievo nel lavoro di M. Ross Quillian nel 1966.
Dagli anni sessanta agli ottanta, l'idea di un collegamento semantico è stato sviluppato all'interno di ipertesti come la principale unità di base, o vertici, in una rete semantica. Queste idee sono state estremamente influenti, e ci sono stati molti tentativi di aggiungere link per la semantica a pagine HTML e XML.

## Esempi
Un esempio di rete semantica è il WordNet, un database lessicale della lingua inglese. WordNet comporta una semantica associativa abbastanza ampia, confrontato rispetto a reti più formali. È possibile rappresentare descrizioni logiche usando reti semantiche come i grafi esistenziali o i correlati grafi concettuali di John F. Sowa. Questi hanno potere espressivo almeno pari allo standard della logica dei predicati del primo ordine. Diversamente da WordNet o da altre reti lessicali, le reti semantiche possono essere usate per una attendibile deduzione logica automatizzata. Alcuni ragionatori automatici sfruttano le proprietà della teoria dei grafi durante il processo.
Ci sono anche tipi elaborativi di reti semantiche collegati con l'insieme corrispondenti di strumenti software utilizzati per conoscenze ingegneristiche lessicali, come il Semantic Network Processing System (SNePS), di Stuart C. Shapiro o il paradigma MultiNet di Hermann Helbig Archiviato il 4 maggio 2006 in Internet Archive. (MultiNet è un acronimo che sta per "Multilayered ampliata Semantic Network"). Quest'ultimo è particolarmente adatto per la rappresentazione della semantica del linguaggio naturale e le espressioni utilizzate in diverse applicazioni NLP.
Si può considerare una mappa mentale come una forma libera di una rete semantica. Utilizzando i colori e le immagini si pone l'accento sulla generazione di una rete semantica che evoca creatività umana. Tuttavia, sussiste una grande differenza tra mappe mentali e reti semantiche, la struttura di una mappa mentale, con nodi che si propagano da un centro e sotto-nodi che si propagano da nodi, è gerarchica, mentre nelle reti semantiche ogni nodo può essere collegato a qualsiasi nodo, hanno quindi una maggiore struttura eterarchica.

## Relazioni semantiche importanti
- Meronimia (A è parte di B, quindi B ha A come sua parte)
- Olonimia (B è parte di A, quindi A ha B come sua parte)
- Iponimia (o troponimia) (A è subordinata a B; A è un tipo di B)
- Iperonimia (A è subordinata a B)
- Sinonimia (A denota la stessa cosa di B)
- Antonimia (A denota il concetto opposto a B)